# John Obi Mikel
John Michael Nchekwube Obinna (Jos, 22 de abril de 1987), mais conhecido como John Obi Mikel, é um ex-futebolista nigeriano que atuava como volante.
Tinha como principais características a marcação, o chute de longa distância e as enfiadas de bola. É primo do também futebolista Joel Obi.

## Carreira

### Lyn
Mikel foi revelado pelo modesto Lyn, da Noruega. Estreou pelo clube no ano de 2004, aos 18 anos, e atuou por duas temporadas.

### Chelsea
Após ter realizado um período de testes no Manchester United em 2005, o nigeriano acertou com o Chelsea em 2006. Mikel vestiu a camisa dos Blues até 2016, onde atuou em mais de 350 partidas e esteve presente nas conquistas da Premier League de 2009–10, da Liga dos Campeões de 2011–12 e da Liga Europa de 2012–13, tendo atuações de destaque em todas elas.

### Trabzonspor
No dia 1 de julho de 2019, assinou por duas temporadas com o Trabzonspor, da Turquia.
Mikel rescindiu seu contrato com o clube em março de 2020, dias após expressar suas preocupações sobre a continuidade do Campeonato Turco em meio à pandemia global de COVID-19.

### Stoke City
No dia 17 de agosto de 2020, foi anunciado como reforço do Stoke City.

## Seleção Nacional
Um dos maiores jogadores da história da Nigéria, Mikel recebeu sua primeira convocação para a Seleção Nigeriana principal em 2005. Sua estreia foi no dia 17 de agosto, em um amistoso sobre a Líbia, quando saiu do banco de reservas e entrou no segundo tempo da vitória por 1 a 0. No entanto, o volante só voltaria a atuar pela Seleção na Copa Africana de Nações de 2006. No segundo jogo da Nigéria na fase de grupos, contra o Zimbabwe, Mikel saiu entrou no início do segundo tempo e dez minutos depois, cobrou o escanteio que resultou no gol de Christian Obodo. O jogador coroou sua boa atuação ao marcar o segundo gol e definir a vitória nigeriana por 2 a 0.

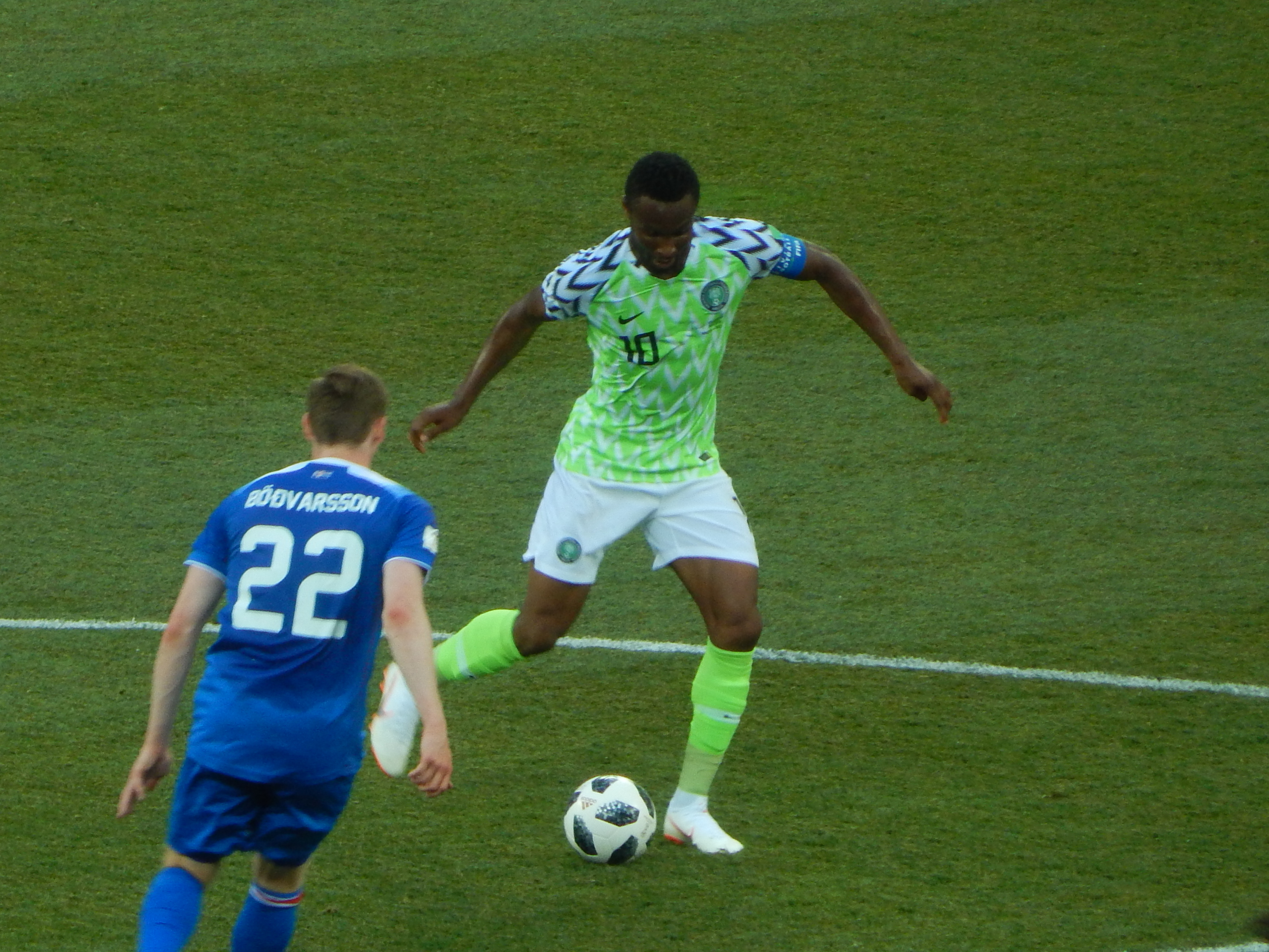
Mikel atuando pela Nigéria na Copa do Mundo de 2018

Em janeiro de 2010, esteve presente no grupo que terminou em 3º lugar na Copa Africana de Nações. No entanto, por conta de uma lesão sofrida no joelho, em junho foi cortado da lista de convocados para a Copa do Mundo realizada na África do Sul.
Destacou-se no ano de 2013  durante a conquista da Copa Africana de Nações, sendo ainda eleito o melhor jogador do torneio. O volante também teve boas atuações durante a Copa das Confederações realizada no Brasil, principalmente numa partida contra a Espanha. Já no ano seguinte, durante a Copa do Mundo, Mikel foi o principal nome da equipe e ajudou seu país a chegar até as oitavas de final, onde as Águias Verdes acabaram sendo eliminadas pela França após uma derrota por 2 a 1.
O jogador fez parte do elenco da Nigéria nas Olimpíadas de 2016, sendo um dos três acima da idade olímpica.
Convocado por Gernot Rohr para a Copa do Mundo de 2018, Mikel vestiu a camisa 10 e foi o capitão da equipe no mundial realizado na Rússia. Seu último torneio pela Seleção Nigeriana foi a Copa Africana de Nações de 2019, onde os nigerianos foram eliminados pela Argélia nas semifinais.

## Títulos
Chelsea
- Copa da Liga Inglesa: 2006–07 e 2014–15
- Copa da Inglaterra: 2006–07, 2008–09, 2009–10 e 2011–12
- Supercopa da Inglaterra: 2009
- Liga dos Campeões da UEFA: 2011–12
- Premier League: 2009–10 e 2014–15
- Liga Europa da UEFA: 2012–13

Nigéria
- Campeonato Africano das Nações: 2013

### Prêmios individuais
- Jovem jogador do ano africano: 2005 e 2006
- Jogador jovem do ano do Chelsea: 2007 e 2008
- Melhor jogador do Campeonato Africano das Nações de 2013
- Melhor jogador da partida da Copa do Mundo FIFA de 2014: Irã 0–0 Nigéria[6]
- IFFHS MEN’S ALL TIME NIGERIA DREAM TEAM[7]